# Live in Atlantic City
Live in Atlantic City é um álbum e DVD ao vivo da banda de rock Americana Heart, gravado durante um show no hotel Trump Taj Majal em Atlantic City para o programa Decades Rock Live (do canal VH1), em 10 de março de 2006. O show conta com participações especiais de Alice in Chains, Gretchen Wilson, Rufus Wainwright, Carrie Underwood, Dave Navarro, Phil Anselmo e Duff McKagan. Live in Atlantic City foi lançado em CD, Vinil, DVD, Blu-Ray, streaming e download digital em 25 de janeiro de 2019 pela gravadora earMUSIC.
Esse show marcou a primeira performance de William DuVall como vocalista convidado do Alice in Chains. Logo após o show, DuVall saiu em turnê com a banda e se tornou oficialmente o co-vocalista e guitarrista rítmico do Alice in Chains.

## Faixas
| N.º | Título | Duração |  |
| 1.  | "Bébé Le Strange" (com Dave Navarro)                                                                               | 4:14    |  |
| 2.  | "Straight On" (com Dave Navarro)                                                                                   | 5:05    |  |
| 3.  | "Crazy on You" (com Dave Navarro)                                                                                  | 3:28    |  |
| 4.  | "Lost Angel" | 6:51    |  |
| 5.  | "Even It Up" (com Gretchen Wilson)                                                                                 | 4:24    |  |
| 6.  | "Rock and Roll" (Led Zeppelin cover, com Gretchen Wilson)                                                          | 3:53    |  |
| 7.  | "Dog & Butterfly" (com Rufus Wainwright)                                                                           | 5:46    |  |
| 8.  | "Would?" (Alice in Chains feat. Phil Anselmo (apenas no CD e LP))                                                  | 4:23    |  |
| 9.  | "Rooster" (Alice in Chains feat. William DuVall, Ann e Nancy Wilson)                                               | 6:33    |  |
| 10. | "Alone" (com Carrie Underwood)                                                                                     | 3:57    |  |
| 11. | "Magic Man" | 4:38    |  |
| 12. | "Misty Mountain Hop" (Led Zeppelin cover, com Dave Navarro)                                                        | 5:21    |  |
| 13. | "Dreamboat Annie"                                                                                                  | 3:00    |  |
| 14. | "Barracuda" (com Jerry Cantrell, Dave Navarro, Duff McKagan, Rufus Wainwright, Gretchen Wilson e Carrie Underwood) | 6:14    |  |

DVD and Blu-ray também incluem:
- Bônus: Heart Confidential[3]

## Posições nas paradas
| Parada (2019)                  | Melhor posição |
| ------------------------------ | -------------- |
| Independent Albums (Billboard) | 17             |

## Créditos

### Heart
- Ann Wilson – vocais principais e de apoio, guitarra acústica, flauta
- Nancy Wilson – vocais de apoio, guitarra elétrica, guitarra acústica, mandolin
- Craig Bartock – guitarras
- Mike Inez – baixo
- Debbie Shair – teclado
- Ben Smith – bateria, percussão

### Alice In Chains
- Jerry Cantrell – guitarra e vocais
- Sean Kinney – bateria
- Mike Inez – baixo
- William DuVall – vocais
- Phil Anselmo – vocais
- Duff McKagan – guitarra